# Letland op de Olympische Zomerspelen 2012
Letland neemt deel aan de Olympische Zomerspelen 2012 in Londen, Verenigd Koninkrijk.

## Medailleoverzicht
| Sport       | Olympiër(s)                   | Onderdeel  | Medaille |
| ----------- | ----------------------------- | ---------- | -------- |
| Wielersport | Māris Štrombergs              | BMX mannen | Goud     |
| Volleybal   | Mārtiņš Pļaviņš Jānis Šmēdiņš | beach (m)  | Brons    |

(m) = mannen, (v) = vrouwen

## Deelnemers en resultaten

### Atletiek
| Olympiër             | Onderdeel                | Resultaat | Prestatie |
| -------------------- | ------------------------ | --------- | --- |
| Janis Leitis         | 400m (m)                 | 35e       | serie 5: 5de in 46,41 |
| Dmitrijs Jurkevics   | 1500m (m)                | 25e       | serie 2: 9de in 3.41,40 (9e) |
| Valerijs Zolnerovics | Marathon (m)             | DNF       | niet gefinisht |
| Arnis Rumbenieks     | 20km snelwandelen (m)    | 45e       | 1:26.26 |
| Igors Kazakevics     | 50km snelwandelen (m)    | 45e       | 4:06.47 |
| Mareks Arents        | Polsstokhoogspringen (m) | 22e       | kwalificatie groep B: 11ste met 5,35m |
| Maris Urtans         | Kogelstoten (m)          | 27e       | kwalificatie groep A: 15de met 19,13m |
| Ainars Kovals        | Speerwerpen (m)          | 17e       | kwalificatie groep A: 10de met 79,19m |
| Zigismunds Sirmais   | Speerwerpen (m)          | DNF       | kwalificatie groep B: geen geldige poging |
| Vadims Vasilevskis   | Speerwerpen (m)          | 38e       | kwalificatie groep A: 21ste met 72,81m |
| Igors Sokolovs       | Kogelslingeren (m)       | 21e       | kwalificatie groep A: 12de met 72,76m |
| Edgars Erins         | tienkamp (m)             | 22e       | 7649 punten 0863 punten, 100m (10,99) 0809 punten, verspringen (6,98) 0695 punten, kogelstoten (13,45m) 0740 punten, hoogspringen (1,93m) 0786 punten, 400m (50,62) 0823 punten, 110m horden (15,22) 0769 punten, discuswerpen (45,10m) 0760 punten, polsstokhoogspringen (4,50m) 0698 punten, speerwerpen (57,35m) 0706 punten, 1500m (4.35,88) |
|                      |                          |           | |
| Polina Jelizarova    | 3000m steeplechase (v)   | 13e       | serie 1: 4de in 9.27,21 finale: 13de in 9.38,56 |
| Dace Lina            | Marathon (v)             | 98e       | 2:47.47 |
| Agnese Pastare       | 20km snelwandelen (v)    | 24e       | 1:31.54 |
| Lauma Griva          | Verspringen (v)          | 28e       | kwalificatie groep A: 14de met 6,10m 6,10m |
| Ineta Radevica       | Verspringen (v)          | 4e        | kwalificatie groep B: 2de met 6,68m finale: 4de met 6,88m |
| Lina Muze            | Speerwerpen (v)          | 13e       | kwalificatie groep A: 7de met 59,91m |
| Sinta Ozolina-Kovala | Speerwerpen (v)          | 20e       | kwalificatie groep B: 11de met 58,86m |
| Madara Palameika     | Speerwerpen (v)          | 8e        | kwalificatie groep A: 5de met 60,62m finale: 8ste met 60,73m |
| Aiga Grabuste        | Zevenkamp (v)            | DNF       | 1028 punten, 100 m horden (13,65) 0941 punten, hoogspringen (1,77m) 0762 punten, kogelstoten (13,52m) 00 punten, 200 m (niet gestart) |
| Laura Ikauniece      | Zevenkamp (v)            | 9e        | 6414 punten 1020 punten, 100 m horden (13,71) 1016 punten, hoogspringen (1,83m) 0704 punten, kogelstoten (12,64m) 0965 punten, 200 m (24,16) 0890 punten, verspringen (6,13) 0885 punten, speerwerpen (51,27m) 0934 punten, 800 m (2.12,13) |

### Gewichtheffen
| Olympiër         | Onderdeel  | Resultaat | Prestatie                                                      |
| ---------------- | ---------- | --------- | -------------------------------------------------------------- |
| Arturs Plesnieks | -105kg (m) | 7e        | trekken: 10de met 175 kg stoten: 7de met 215 kg totaal: 390 kg |

### Gymnastiek
| Olympiër           | Onderdeel                | Resultaat | Prestatie |
| ------------------ | ------------------------ | --------- | --- |
| Dmitrijs Trefilovs | individuele meerkamp (m) | 38e       | kwalificatie: 38ste vloer: 12,900 (68e) paard voltige: 14,233 (24e) ringen: 13,133 (67e) sprong: 14,733 (63e) brug: 13,533 (61e) rekstok: 14,033 (42e) totaal: 82,565 punten |

### Judo
| Olympiër                 | Onderdeel  | Resultaat | Prestatie                                                             |
| ------------------------ | ---------- | --------- | --------------------------------------------------------------------- |
| Konstantins Ovchinnikovs | -81kg (m)  | 17e       | 1ste ronde: V van BRA Guilheiro: yuko                                 |
| Jevgenijs Borodavko      | -100kg (m) | 9e        | 1ste ronde: W van ASA Liu: waza-ari 2de ronde: V van GER Peters: yuko |

### Kanovaren
| Olympiër                           | Onderdeel    | Resultaat | Prestatie                                                                    |
| ---------------------------------- | ------------ | --------- | ---------------------------------------------------------------------------- |
| Aleksejs Rumjancevs Krists Straume | K-2 200m (m) | 11e       | serie 2: 5de in 34,447 halve finale 2: 5de in 34,140 finale B: 3de in 36,110 |

### Moderne vijfkamp
| Olympiër          | Onderdeel | Resultaat | Prestatie |
| ----------------- | --------- | --------- | --- |
| Deniss Cerkovskis | mannen    | 19e       | schermen: 23 overwinningen; 952 punten (4e) zwemmen: 2.10,78; 1232 punten (28e) paardrijden: 224 strafpunten; 976 punten (32e) hardlopen/schieten: + 29,96; 2416 punten (13e) Totaal: 5576 punten    |
|                   |           |           | |
| Elena Rublevska   | vrouwen   | 8e        | schermen: 25 overwinningen; 1000 punten (1e) zwemmen: 2.26,93; 1040 punten (32e) paardrijden: 64 strafpunten; 1136 punten (16e) hardlopen/schieten: + 1.11,22; 2052 punten (15e) Totaal: 5228 punten |

### Schietsport
| Olympiër          | Onderdeel               | Resultaat | Prestatie                                   |
| ----------------- | ----------------------- | --------- | ------------------------------------------- |
| Afanasijs Kuzmins | 25m snelvuurpistool (m) | 17e       | kwalificatie: 17de met 569 punten (289-280) |

### Tafeltennis
| Olympiër      | Onderdeel     | Resultaat | Prestatie |
| ------------- | ------------- | --------- | --- |
| Matiss Burgis | enkelspel (m) | 33e       | voorronde: vrij 1ste ronde: W van CAN Hinse: 4-3 (14-12, 11-2, 7-11, 9-11, 13-11, 15-17, 11-8) 2de ronde: V van RUS Smirnov: 0-4 (5-11, 5-11, 4-11, 9-11) |

### Volleybal
Beach
| Olympiër                              | Onderdeel | Resultaat | Prestatie |
| ------------------------------------- | --------- | --------- | --- |
| Martins Plavins Janis Smedins         | beach (m) | Brons     | groep E: 1ste W van GER Erdmann/Matysik: 2-1 (19-21, 23-21, 15-9) W van VEN Hernández/Villafañe: 2-0 (21-14, 21-16) W van NED Nummerdor/Schuil: 2-0 (21-14, 21-18) 2de ronde: W van NOR Skarlund/Spinnangr: 2-0 (21-18, 21-16) kwartfinale: W van USA Gibb/Rosenthal: 2-1 (19-21, 21-18, 15-11) halve finale: V van BRA Cerutti/Rego: 0-2 (15-21, 20-22) bronzen finale: W van NED Nummerdor/Schuil: 2-1 (19-21, 21-19, 15-11) |
| Aleksandrs Samoilovs Ruslans Sorokins | beach (m) | 9e        | groep D: 3de W van POL Fijalek/Prudel: 2-1 (12-21, 21-15, 21-12) W van RSA Chiya/Goldschmidt: 2-0 (21-13, 21-10) V van USA Gibb/Rosenthal: 0-2 (10-21, 16-21) 2de ronde: V van GER Brink/Reckermann: 0-2 (12-21, 17-21) |

### Wielersport
| Olympiër            | Onderdeel        | Resultaat | Prestatie |
| BMX                 | BMX              | BMX       | BMX |
| ------------------- | ---------------- | --------- | --- |
| Māris Štrombergs    | mannen           | Goud      | plaatsingsronde: 11de in 38,697 kwartfinale: 2de met 8 punten halve finale 2: 3de met 10 punten finale: 1ste in 37,576 |
| Edzus Treimanis     | mannen           | 9e        | plaatsingsronde: niet gefinisht kwartfinale 1: 2de met 12 punten halve finale 1: 5de met 14 punten                     |
| Rihards Veide       | mannen           | 13e       | plaatsingsronde: 13de in 38,753 kwartfinale 2: 4de met 19 punten halve finale 1: 7de met 18 punten                     |
|                     |                  |           | |
| Sandra Aleksejeva   | vrouwen          | 14e       | plaatsingsronde: 13de in 41,752 halve finale 1: 7de met 19 punten                                                      |
| Weg                 |                  |           | |
| Aleksejs Saramotins | wegwedstrijd (m) | 56e       | 5:46.37 |

### Worstelen
| Olympiër              | Onderdeel   | Resultaat   | Prestatie                                                                                        |
| Vrije stijl           | Vrije stijl | Vrije stijl | Vrije stijl                                                                                      |
| --------------------- | ----------- | ----------- | ------------------------------------------------------------------------------------------------ |
| Armands Zvirbulis     | -84kg (m)   | 10e         | kwalificatie: vrij 1ste ronde: W van VEN Robertti: 3-1 kwartfinale: V van BLR Gattsiev: 1-3      |
|                       |             |             |                                                                                                  |
| Anastasija Grigorjeva | -63 kg (v)  | 9e          | kwalificatie: vrij 1ste ronde: W van USA Pirozhkov: 3-1 kwartfinale: V van MGL Soronzonbold: 1-3 |

### Zwemmen
| Olympiër          | Onderdeel           | Resultaat | Prestatie             |
| ----------------- | ------------------- | --------- | --------------------- |
| Uvis Kalnins      | 100m vrije slag (m) | 30e       | serie 4: 2de in 49,96 |
|                   |                     |           |                       |
| Gabriela Ņikitina | 50m vrije slag (v)  | 39e       | serie 5: 2de in 26,26 |